# William Nadylam
William Nadylam (Montpellier, 2 agosto 1966) è un attore francese, noto per la sua interpretazione di Yusuf Kama in Animali fantastici - I crimini di Grindelwald e in Animali fantastici - I segreti di Silente.

## Filmografia

### Cinema
- Black Mic-mac 2 (1988)
- Tout le monde descend (1997)
- Kirikù e la strega Karabà (Kirikou et la Sorcière), regia di Michel Ocelot - film di animazione (1998) - voce
- Mauvais genres (2001)
- Mille millièmes (2002)
- La légende de Parva (2003)
- Les enfants du pays (2006)
- L'Absence (2009)
- La guerre des saintes (2009)
- White Material, regia di Claire Denis (2009)
- Here and Now (2014)
- L'affaire SK1 (2014)
- Lace Crater (2015)
- Good Funk (2016)
- La vie de château (2017)
- Animali fantastici - I crimini di Grindelwald (Fantastic Beasts: The Crimes of Grindelwald), regia di David Yates (2018)
- La ragazza di Stillwater (Stillwater), regia di Tom McCarthy (2021)
- Animali fantastici - I segreti di Silente (Fantastic Beasts: The Secrets of Dumbledore), regia di David Yates (2022)
- Passages, regia di Ira Sachs (2023)
- Un colpo di fortuna - Coup de chance (Coup de Chance), regia di Woody Allen (2023)

### Televisione
- Murphy's Law - serie TV, un episodio (2004)
- Il killer delle vergini (Les Oubliées) - serie TV, 6 episodi (2007)
- Trapalium - serie TV, un episodio (2016)
- Parlement - serie TV, 8 episodi (2020)

## Doppiatori italiani
Nelle versioni in italiano delle opere in cui ha recitato, William Nadylam è stato doppiato da:
- Antonio Palumbo ne Il killer delle vergini
- Frédéric Lachkar in Animali fantastici - I crimini di Grindelwald
- Nicolas Franik in La ragazza di Stillwater
- Quentin De Fouchécour in Animali fantastici - I segreti di Silente